# 库鲁夫
库鲁夫（波蘭語： Kurów， 國際音標： ['kuruf]）是波蘭東南的一個村莊，位於普瓦維和卢布林之間，坐落在库鲁夫卡河畔。库鲁夫是库鲁夫行政區的首府，並且有2822位居民。

## 历史
库鲁夫建立于1185年。在1431年与1442年之间的某个时候，根据马德堡法，这座村庄被授予了城市权。作为一座私人城镇，它是附近区域食品贸易的中心，一些毛皮和皮革制品工廠也在这里落户。在16世紀，库鲁夫是加爾文主義的一個中心，許多波蘭弟兄會教徒在那裡定居。到1660年，大多數居民已经轉換成為阿里烏教派的信仰。
從那以後，库鲁夫就與波蘭其它地區的歷史相同了。1795年，在经历了第三次瓜分波蘭以後，库鲁夫被奧地利帝國吞併了。1809年，它成为了华沙公国的一部分，而到了1815年，库鲁夫又成为了波兰王国的一部分。在十一月起义中，小规模的库鲁夫战役于1831年2月在此爆发，并最终以Józef Dwernicki将军率领的波兰军队击溃俄国军队告终。在1870年的一月起义期间，整座城镇最终失去了它的城市特权，并且至今仍未恢复。自1918年起，库鲁夫再一次成为了波兰的一部分。
1939年9月9日，标志着第二次世界大戰爆發的波蘭衛國戰爭期間，库鲁夫被德國空軍沉重轟炸。被毀壞的目标中包括一家平民醫院（标有红十字标记），致使許多受害者牺牲。戰爭期間，德國更是在库鲁夫設立了兩座集中营。1942年，一個小型的犹太人區在那裡建立。但大多數被監禁在库鲁夫的波蘭人得以逃脫，并加入了附近森林裡的抵抗组织。

## 历史建筑及场所
- 教堂（建于1452年，1692年经过大修）及其之内的Zbąski家族墓穴和尚蒂·古奇（英语：Santi Gucci）的雕塑（1587年）。
- 钟楼（建于18世纪）
- 城门（建于1911年）
- 主教宫（建于1778年-1782年间）
- 副主教官邸及教区学校
- 墓地
- 公共大厅（建于19世纪）
- 邮政旅馆（建于18世纪）
- 公共浴池（建于19世纪）
- 一些纪念碑

## 教育
- 幼儿园
- 小学
- 大学预科学校
- 成人中学

## 体育
- 加巴尼亚（Garbarnia）足球俱乐部及足球场
- 网球场

## 著名人物
- 沃依切赫·雅鲁泽尔斯基 – 将军，波兰前总统（1923年生于库鲁夫）
- Jacek Janczarski – 讽刺作家、戏剧家、电影剧作家（1945年生于库鲁夫，2000年卒于华沙）
- Czesław Janczarski – 诗人、童话作家（1911年生于Hruszwica，1971年卒于华沙）
- Klemens Kurowski – 波兰贵族及议员，库鲁夫的主人（生于大约1340年，于1405年前逝世)
- Piotr Kurowski – 城主，库鲁夫的主人（卒于1463年）
- Grzegorz Piramowicz – 神父、作家、哲学家（1735年生于Lvov，1801年卒于缅济热茨）
- Ignacy Potocki – 贵族，库鲁夫的主人（生于1750年，1809年卒于维也纳）